# FC Juniors OÖ
El LASK Amateure Oberösterreich, conocido simplemente como LASK Amateure OÖ, es un equipo de fútbol de Austria que milita en la Regionalliga Mitte, uno de los grupos la tercera liga de fútbol más importante del país.

## Historia
Fue fundado el 16 de mayo del 2007 en la ciudad de Pasching tras la desaparición del ASKÖ Pasching, anterior equipo de la ciudad que se fusionó con el SK Austria Kärnten.
En su poco tiempo de existencia consiguió un hecho histórico tras convertirse en el primer equipo del tercer nivel de Austria en proclamarse campeón de copa en la temporada 2012/13, consiguiendo la clasificación a su primer torneo continental en su historia.
Desde la temporada 2014-15, el primer equipo masculino ya no juega de forma independiente, sino bajo el nombre LASK Juniors OÖ (hasta 2017 SPG FC Pasching / LASK Juniors ) en un asociación con el segundo equipo masculino de LASK Linz en la Regionalliga de tercer nivel Mitte .Con el regreso a la 2. Liga para la temporada 2018-19 , el club vuelve a ser un equipo independiente.

## Palmarés

### Torneos Nacionales (1)
- Copa de Austria (1): 2012–13

## Participación en competiciones de la UEFA
| Temporada | Torneo             | Ronda    | Club          | Casa | Visita | Global |
| --------- | ------------------ | -------- | ------------- | ---- | ------ | ------ |
| 2013–14   | UEFA Europa League | Play-off | Estoril Praia | 1–2  | 0–2    | 1–4    |